# Neoregelia atroviridifolia
Neoregelia atroviridifolia är en gräsväxtart som beskrevs av Wilhelm Weber och Jürgen Roeth. Neoregelia atroviridifolia ingår i släktet Neoregelia och familjen Bromeliaceae. Inga underarter finns listade i Catalogue of Life.

## Bildgalleri

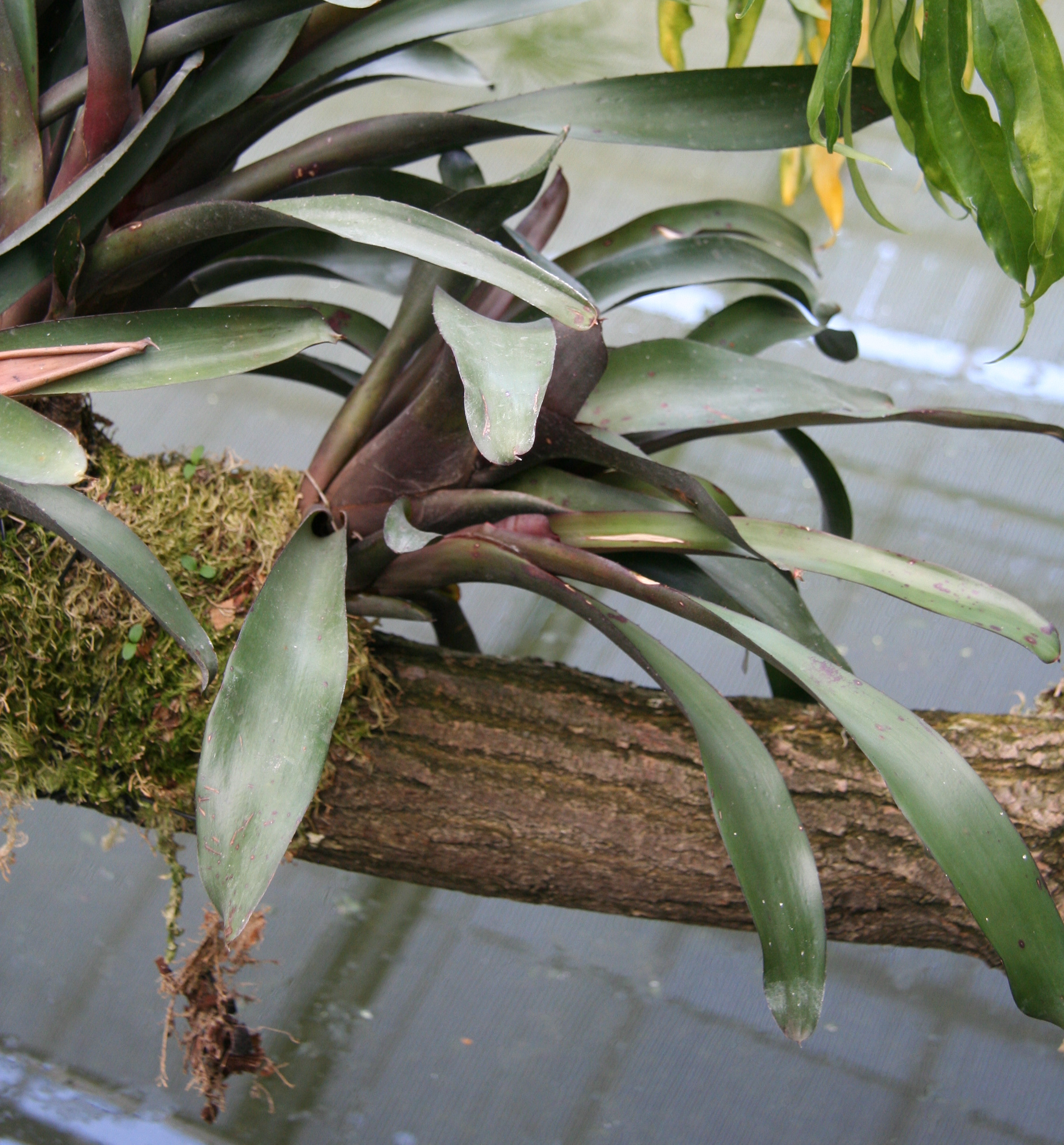